# Обманутые сердца (фильм, 1992)
«Обманутые сердца» (англ. Cheatin' Hearts) — кинофильм.

## Сюжет
Мужчина по имени Генри бросает свою жену Дженни и дочерей Саманту и Кэт, оставляя их с кучей долгов и возможностью потерять из-за этого старый фамильный дом. Однако брошенная жена не сдаётся и делает всё, чтобы сохранить свою семью, свой дом и помочь дочерям. У неё появляется вскоре новый мужчина по имени Том. Но тут во время свадьбы своей младшей дочки Кэт снова появляется Генри, причём вместе с новой подружкой и бумагами на развод.

## В ролях
- Джеймс Бролин — Генри
- Салли Кёркланд — Дженни
- Памела Гидли — Саманта
- Лора Джонсон — Пэтси
- Крис Кристофферсон — Том